# Prélude en ré bémol
Pour les articles homonymes, voir Prélude (homonymie).
Prélude en ré bémol est un prélude pour piano de Lili Boulanger composé en 1911.

## Présentation
Prélude en ré bémol, dont le manuscrit autographe (sans titre) est conservé à la BnF (Ms. 19467), est daté et signé à la fin : « dimanche 12 mars 1911 / Lili Boulanger». Le titre « Prélude en Ré  » a été ajouté au crayon par Cécile Armagnac (membre fondatrice de la Fondation internationale Nadia et Lili Boulanger). Le catalogue des œuvres de Lili Boulanger établi par la musicologue Alexandra Laederich reprend ce titre de « Prélude en ré bémol » (pour ré bémol majeur) afin de le distinguer d'une autre partition de la compositrice désignée sous l'appellation « Prélude en si ». Il est numéroté LB 8.
L'œuvre est longtemps demeurée inédite. Une édition de Melanie Spanswick (2022) a désormais paru chez Schott, au sein du recueil Women Composers : A Graded Anthology for Piano, vol. 3.

## Analyse
Pauline Lambert relève que le Prélude commence dans le grave du piano et que « l'écriture est portée par des accords répétés. Une mélodie émerge peu à peu et flotte au-dessus de cette nappe mystérieuse. Elle atteint son climax dans l'aigu, le sommet dramatique de la pièce, avant une grande descente vers le grave. La musique se replie peu à peu sur le ré bémol initial ».
Prélude en ré bémol est d'une durée moyenne d'exécution de trois minutes environ.

## Discographie
- Les Mains nues, Moisès Fernández Via (piano), Urtext JBCC231, 2015.
- Lili Boulanger, Hymne au Soleil : Œuvres chorales - Choral works, Antonii Baryshevskyi (piano), Carus 83.489, 2018[6].
- Sisters : Lili & Nadia Boulanger, Complete Piano Works, Johan Farjot (piano), Klarthe, 2021.